# قرار مجلس الأمن التابع للأمم المتحدة رقم 1198
قرار مجلس الأمن التابع للأمم المتحدة رقم 1198، المتخذ بالإجماع في 18 أيلول / سبتمبر 1998، بعد إعادة التأكيد على جميع القرارات السابقة بشأن الصحراء الغربية، مدد المجلس ولاية بعثة الأمم المتحدة للاستفتاء في الصحراء الغربية حتى 31 تشرين الأول / أكتوبر 1998.
وكرر مجلس الأمن التزامه بإيجاد حل دائم للنزاع في الصحراء الغربية وتصميمه على إجراء استفتاء لتقرير المصير لشعب الإقليم وفقا لخطة التسوية.
ثم رحب القرار بموافقة السلطات المغربية على إضفاء الطابع الرسمي على وجود مفوضية الأمم المتحدة لشؤون اللاجئين في الصحراء الغربية وحث كل من المغرب وجبهة البوليساريو على المساهمة في عودة اللاجئين المؤهلين للتصويت. ودعا إلى إبرام اتفاقات وضع القوات لنشر أفراد عسكريين تابعين لبعثة الأمم المتحدة للاستفتاء في الصحراء الغربية. في غضون 30 يومًا، طُلب من الأمين العام كوفي عنان تقديم تقرير عن التقدم المحرز.

## روابط خارجية
- نص القرار في undocs.org